# Earth Charter
Earth Charter är en internationell deklaration om vår gemensamma världs tillstånd och utvecklingsbehov med helhetssyn för en hållbar framtid för allt liv på jorden. Deklarationen fastställdes officiellt vid Unescos högkvarter i Paris i mars år 2000 och presenterades vid en ceremoni i Fredspalatset i Haag den 29 juni 2000.

## Historik
År 1987 presenterade den så kallade Brundtlandkommissionen för världens miljö och utveckling under ledning av Gro Harlem Brundtland sin slutrapport Brundtlandrapporten, Vår gemensamma framtid. Denna påkallade behovet av en global deklaration för att fastställa nya normer och riktlinjer för en mer hållbar framtidsutveckling för världen som helhet. Detta ledde till omfattande diskussioner i olika sammanhang internationellt, bland annat vid Rio-konferensen 1992. Genom en invitation av bland andra drottning Beatrix av Nederländerna sammanfördes år 1994 generalsekreteraren för Rio-konferensen Maurice Strong och dennes organisation Earth Council samt Michail Gorbatjov och dennes organisation Green Cross International, varvid de under överinseende av nederländska staten med flera tog initiativ till att skapa en världsdeklaration, som skulle springa ur det globala civilsamhället och dess många organisationer och verksamheter. 
Därpå följde flera år av omfattande dokumentsförfattande, internationell korrespondens och utvärderingsprocesser. 1997 skapades en fristående Earth Charter Commission för att hålla i hela författningsprocessen under ledning av humanitärt engagerade professorn Steven Rockefeller. Dessutom upprättades nationella kommissioner i olika länder och bland annat ett utvecklingssekretariat i Stockholm. Vid uppföljningskonferensen Rio+5 år 1997 presenterades det första utkastet att gå på remiss internationellt, följt av ett andra omarbetat utkast 1999. I mars år 2000 kunde man slutligen underteckna det slutliga dokumentet, vilket därefter presenterades för världen vid en ceremoni i Fredspalatset i Haag den 29 juni samma år.
Earth Charters arbete förankrades efterhand i University of Peace i Costa Rica och därifrån leds också det fortsatta arbetet att förankra deklarationen hos världens organisationer och invånare och få den ratificerad av alla världens stater som en internationell överenskommelse för världens framtida gemensamma utveckling och omställning. Redan vid klimattoppmötet i Johannesburg 2002 var detta nära att kunna genomföras och delar av dess skrivningar användes i konferensens slutrapport. Dock pågår fortfarande processen för en slutlig ratificering. Än så länge har tusentals organisationer, verksamheter och även officiella parter världen över undertecknat sitt stöd för deklarationen.

## Deklarationens innehåll
Earth Charters inriktning kan avläsas i rubrikerna i den inledande förklaringen: "Jorden vårt hem", "Det globala tillståndet", "Utmaningarna inför framtiden", "Universellt ansvarstagande". Deklarationens samlande Principer sammanfattas i fyra kapitel: 
- I : Respektera och värna livets mångfald (innefattar respekten för alla varelsers och livsformers existensberättigande som individer i en gemensam värld av mångfald)
- II : Ekologisk integritet (uppmärksammar nödvändigheten av förståelse för det ekologiska systemets helhetssamband och för ett nytt ansvarstagande i relation till natur och miljö)
- III : Social och ekonomisk rättvisa (påkallar en ny ekonomisk balansering inom och mellan länder som en framtidsvision)
- IV : Demokrati, ickevåld och fred (för utvecklingen av ett mer harmoniskt, ömsesidigt tolerant och bättre fungerande samhällssystem för alla)

Slutordet "Vägen framför oss" innebär en uppmaning till världens befolkning att gemensamt arbeta för förverkligandet av dessa mål och att engagera sig i världens utveckling.